# Aeródromo Phoenix

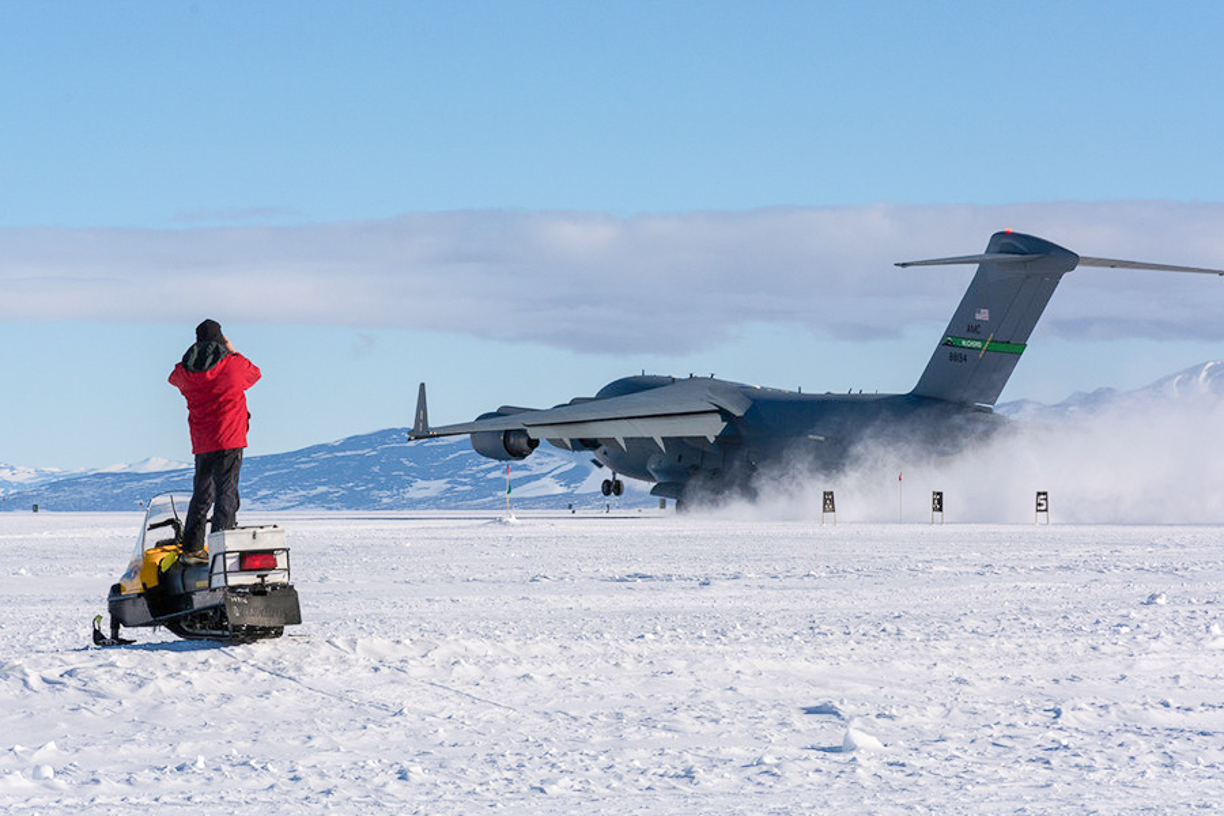
Prueba de la pista de nieve de Phoenix para aviones con ruedas con un C-17.

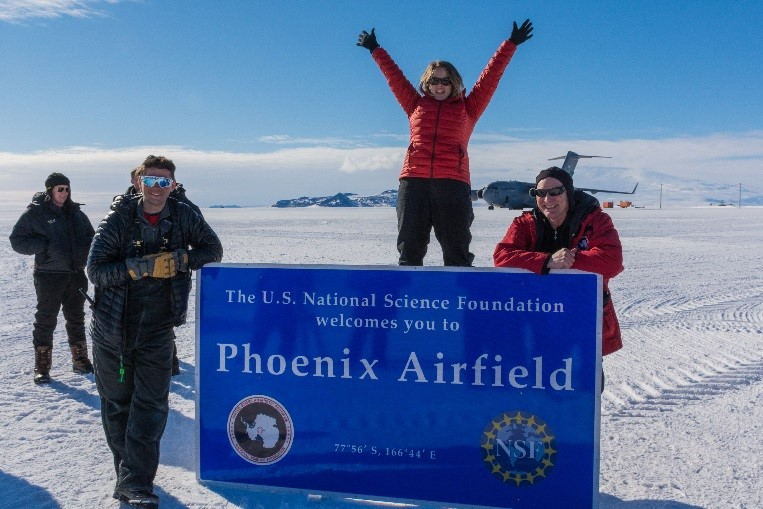
Ingenieros del aeródromo Phoenix.

El aeródromo Phoenix (en inglés: Phoenix Airfield) (ICAO: NZFX) es un nuevo aeródromo de Estados Unidos en la Antártida abierto a principios de 2017, designado para reemplazar el rol que cumple el Campo Pegasus en la Base McMurdo.
En los últimos años la operación del Campo Pegasus había estado plagada de temperaturas más cálidas combinadas con el polvo y la suciedad de la cercana isla Black, lo que provocó un derretimiento excesivo que hacía que la pista fuera inutilizable al final de la temporada de verano. En consecuencia, se planificó que Pegasus y el aeródromo Ice Runway (que no se han utilizado de manera constante en los últimos años) se reemplazarán por una nueva "pista de aterrizaje alfa" cerca del Campo Williams, construida con tecnología de nieve comprimida. La búsqueda de un sitio de reemplazo comenzó en 2014. La construcción seria comenzó durante el verano 2015-2016. La nueva pista está a unos 5 kilómetros al noroeste de Pegasus, para estar fuera de los patrones de viento de polvo de la isla Black. Se basa completamente en nieve compactada, en lugar de la base de hielo azul debajo de Pegasus. Con el nuevo diseño y la técnica de construcción, su pista está diseñada para soportar aproximadamente 60 vuelos con ruedas al año.
El 7 de abril de 2016, la National Science Foundation anunció oficialmente que la nueva pista se llamaría Phoenix Airfield por el nombre de un avión de transporte Constelación C-121 propulsado por hélice que fue volado entre el Aeropuerto Internacional de Christchurch en Nueva Zelanda y McMurdo por el escuadrón VX-6 de la Marina de Estados Unidos, desde la década de 1960 hasta 1971.
El aeródromo Phoenix se sometió a pruebas operacionales y recibió sus primeros aterrizajes con ruedas durante la temporada de verano austral 2016-2017. El Campo Pegasus cerró después del último vuelo el 8 de diciembre de 2016 y el aeródromo Phoenix se inauguró a principios de 2017.
Se planificó que los C17 usaran la pista a lo largo de la campaña 2017-2018, pero la NSF emitió un aviso el 31 de julio de 2017 indicando que las condiciones en la nueva pista de nieve compactada de Phoenix impiden el uso de aviones con ruedas durante la parte cálida del verano austral.